# Microcharon nuragicus
Microcharon nuragicus là một loài chân đều trong họ Microparasellidae. Loài này được Pesce & Galassi miêu tả khoa học năm 1988.